# Замостське перемир'я
Замостське перемир'я — угода про перемир’я укладене між Військом Запорозьким, в особі гетьмана Богдана Хмельницького, та Річчю Посполитою, в особі короля Яна II Казимира, 20 листопада 1648 року, під час облоги українськими козаками міста Замостя в ході Національно-визвольної війни українського народу 1648-1657 років.
В тексті договору були зазначені такі вимоги:
- Амністія повстанцям.
- Ліквідація Берестейської унії.
- Відновлення давніх прав і вольностей козацтва.
- Заборона постою коронних військ на землях Гетьманщини.
- Підпорядкування гетьмана Війська Запорозького лише безпосередньо королеві.

Перемир'я тривало недовго і незабаром військові дії поновилися знову.